# Плезіозаври
Плезіозаври (Plesiosauria) — ряд мезозойських морських плазунів великих розмірів (до 20 м в довжину) з кінцівками, перетвореними в ласти, та довгою шиєю. Плезіозаври жили на Землі протягом усього юрського періоду і крейдового періоду (близько 205-65 мільйонів років тому). Вони мали невелику голову на довгій шиї і коротке, обтічне й могутнє тіло.

## Історія відкриття
Вперше плезіозаври були описані двома палеонтологами-аматорами в музеї міста Бристоль. Учені спочатку уважно досліджували останки іхтіозаврів і, ґрунтуючись на декількох істотних відмінностях у будові скелетів, дійшли висновку, що мають справу з видом, який належить до іншої систематичної групи. Їхня здогадка підтвердилася в 1814 році, коли 15-річна Мері Еннінг (яка пізніше стала відомим палеонтологом) виявила перший повний набір кісток скелету плезіозавра, що у наші дні зберігається в колекції Лондонського музею історії природознавства.

## Спосіб життя
Під час плавання хвіст плезіозавра залишався нерухомим, тварина пересувалася за допомогою чотирьох могутніх ласт, подібно до сучасних морських левів і пінгвінів. Плезіозавр використовував задню пару ласт як стерно і своєрідне гальмо. Для руху вперед він користувався тільки передніми ластами. На сушу плезіозавр виходив, щоб відкласти яйця. По суші ящір пересувався повзком. У плезіозавра були маленькі легені, тому тварина не могла дихати під водою і час від часу вона піднімалась на поверхню, щоб вдихнути повітря. Різні види плезіозаврів відрізнялися між собою розмірами тулуба, довжиною шиї, величиною голови і ластів. 